# La Excelencia
La Excelencia est un groupe de salsa dura de onze musiciens de New York fondé par les percussionnistes Julian Silva et Jose Vazquez-Cofresi.
Pendant sept ans, La Excelencia a enregistré et sorti trois albums et fait de nombreuses tournées aux États-Unis et à l'étranger. Le groupe a été dissous en 2012, Vazquez-Confresi et certains de ses membres se transformant en Orquesta SCC (en).
Le 6 décembre 2019, La Excelencia a publié Salsa Na'Ma, le premier single de leur nouvel album Machete qui sort lui en 2020.

## Membres actuels
- Julian Silva - Owner/Producer/Composer/Arranger/Timbales (2005-2012, 2018–present)
- Luis Arona - Bass (2005-2006, 2018-present)
- Ronald Prokopez - Trombone (2005-2012, 2018–present)
- Mike Engstrom - Trombone (2010-2012, 2018–present)
- Willie Rodriguez - Piano (2005-2012, 2018–present)
- Jonathan Powell - Trumpet (2007-2012, 2018–present)
- Gilberto Velazquez - Vocals (2008-2010, 2018-present)
- Jonathan Gomez - Congas (2019)
- Nestor Villar - Bongos/Cowbell (2011-2012, 2018–present)

### Anciens membres
- Jose Vazquez-Cofresi - Former co-owner/Composer/Congas (2005-2012)
- Jack Davis - Trombone (2005-2008)
- Charles Dilone - Bongos /Cowbell (2005-2012)
- Sam Hoyt - Trumpet (2005-2008)
- Rene Leslie - Vocals (2005-2006)
- Hector Luis Pagan - Vocals (2005-2006)
- Edwin Perez - Composer/Vocals (2005-2012)
- Jorge Bringas - Bass (2007-2012)
- Miki Hirose - Trumpet (2007-2012)
- Tokunori Kajiwara – Arranger/Trombone (2007-2012)
- Junior Beltran - Background Vocals (2010-2012)
- Yuniel Jimenez - Tres/Background Vocals (2010-2012)

## Récompenses et nominations
- Meilleur album de salsa 2007 selon DJ Gury Gury (Canadian Latin Radio)
- Récompensé aux UK Salsa Awards 2009
- Nommé aux AirEuropa Latin UK Awards 2012